# Wahlkreis Nordhausen I
Der Wahlkreis Nordhausen I  (Wahlkreis 3) ist ein Landtagswahlkreis in Thüringen.
Der Wahlkreis umfasst die Gemeinden Bleicherode, Buchholz, Ellrich, Görsbach, Großlohra, Harztor, Harzungen, Heringen/Helme, Herrmannsacker, Hohenstein, Kehmstedt, Kleinfurra, Lipprechterode, Neustadt/Harz, Niedergebra, Sollstedt, Urbach und Werther aus dem Landkreis Nordhausen, also alle Gemeinden des Landkreises außer der Stadt Nordhausen selbst. Bei der Landtagswahl 1990 umfasste der Wahlkreis Nordhausen I noch die Stadt Nordhausen sowie einige Umlandgemeinden.

## Landtagswahl 2024
Die Landtagswahl fand am 1. September 2024 statt. Im Wahlkreis traten die nachfolgenden Direktkandidaten an:
| Landtagswahl in Thüringen 2024 – WK Nordhausen IZweitstimmen %403020100 33,5 %24,9 %18,1 %12,9 %5,3 %1,4 %1,0 %0,9 %2,0 % AfDCDUBSWLinkeSPDGrüneTier. hierFDPSonst.Gewinne und Verlusteim Vergleich zu 2019 %p 20 15 10 5 0 −5−10−15−20−25+11,6 %p+1,9 %p+18,1 %p−21,7 %p−2,7 %p−2,4 %p−0,2 %p−3,1 %p−1,5 %pAfDCDUBSWLinkeSPDGrüneTier. hierFDPSonst. |

| Gegenstand der Nachweisung | Gegenstand der Nachweisung | Erst- stimmen | Erst- stimmen | Zweit- stimmen | Zweit- stimmen |
| Bewerber                   | Partei                     | Anzahl        | %             | Anzahl         | %              |
| -------------------------- | -------------------------- | ------------- | ------------- | -------------- | -------------- |
| Wahlberechtigte            | Wahlberechtigte            | 33.536        | 33.536        | 33.536         | 33.536         |
| Wähler                     | Wähler                     | 24.132        | 24.132        | 24.132         | 72,0           |
| Ungültige Stimmen          | Ungültige Stimmen          | 589           | 2,4           | 257            | 1,1            |
| Gültige Stimmen            | Gültige Stimmen            | 23.543        | 97,6          | 23.875         | 98,9           |
| davon                      |                            |               |               |                |                |
| Tim Rosenstock             | DIE LINKE                  | 3.379         | 14,4          | 3.089          | 12,9           |
| Jörg Prophet               | AfD                        | 9.494         | 40,3          | 7.993          | 33,5           |
| Carolin Gerbothe           | CDU                        | 8.793         | 37,3          | 5.933          | 24,9           |
| Juliane Schinkel           | SPD                        | 1.877         | 8,0           | 1.260          | 5,3            |
|                            | GRÜNE                      |               |               | 345            | 1,4            |
|                            | FDP                        | 225           | 0,9           |                |                |
|                            | TIERSCHUTZ hier!           | 238           | 1,0           |                |                |
|                            | ÖDP / Familie ..           | 24            | 0,1           |                |                |
|                            | PIRATEN                    | 44            | 0,2           |                |                |
|                            | MLPD                       | 18            | 0,1           |                |                |
|                            | BÜNDNIS DEUTSCHLAND        | 83            | 0,3           |                |                |
|                            | BSW                        | 4.322         | 18,1          |                |                |
|                            | FAMILIE                    | 121           | 0,5           |                |                |
|                            | FREIE WÄHLER               | 123           | 0,5           |                |                |
|                            | WU                         | 57            | 0,2           |                |                |

## Landtagswahl 2019
Die Landtagswahl 2019 fand am 27. Oktober 2019 statt und hatte folgendes Ergebnis für den Wahlkreis Nordhausen I:
| Direktkandidat                                   | Partei                      | Wahlkreisstimmen in % | Landesstimmen in % |
| ------------------------------------------------ | --------------------------- | --------------------- | ------------------ |
| Carolin Gerbothe                                 | CDU                         | 28,8                  | 23,0               |
| Birgit Pommer (bis 22. Juli 2022: Birgit Keller) | DIE LINKE                   | 32,3                  | 34,6               |
| Dagmar Becker                                    | SPD                         | 08,3                  | 08,0               |
| René Strube                                      | AfD                         | 23,3                  | 21,9               |
| Rüdiger Neitzke                                  | GRÜNE                       | 04,0                  | 03,7               |
| –                                                | NPD                         | –                     | 00,5               |
| Otmar Ganter                                     | FDP                         | 03,0                  | 04,0               |
| –                                                | PIRATEN                     | –                     | 00,2               |
| –                                                | Die PARTEI                  | –                     | 00,8               |
| –                                                | KPD                         | –                     | 00,1               |
| –                                                | TIERSCHUTZ hier!            | –                     | 01,2               |
| –                                                | BGE                         | –                     | 00,3               |
| –                                                | DIE DIREKTE!                | –                     | 00,3               |
| –                                                | Blaue #Team Petry Thüringen | –                     | 00,1               |
| –                                                | Graue Panther               | –                     | 00,4               |
| Conrad von Pentz                                 | MLPD                        | 00,4                  | 00,3               |
|                                                  | ÖDP                         | -                     | 00,3               |
| –                                                | Gesundheitsforschung        | –                     | 00,4               |

Es waren 35.286 Personen wahlberechtigt. Die Wahlbeteiligung lag bei 62,5 %.  Als Direktkandidatin wurde Birgit Pommer (Die Linke) gewählt. Sie erreichte 32,3 % aller gültigen Stimmen. Damit verlor die CDU erstmals seit 1990 das Direktmandat in diesem Wahlkreis.

## Landtagswahl 2014
Die Landtagswahl 2014 fand am 14. September 2014 statt und hatte folgendes Ergebnis für den Wahlkreis Nordhausen I:
| Direktkandidat      | Partei                | Erststimmen in % | Zweitstimmen in % |
| ------------------- | --------------------- | ---------------- | ----------------- |
| Egon Primas         | CDU                   | 33,0             | 31,2              |
| Angela Hummitzsch   | DIE LINKE             | 31,3             | 31,3              |
| Dagmar Becker       | SPD                   | 14,9             | 14,1              |
| Franka Hitzing      | F.D.P.                | 05,8             | 03,7              |
| Christian Darr      | Bündnis 90/Die Grünen | 04,5             | 04,0              |
|                     | AfD                   | -                | 08,6              |
|                     | REP                   | -                | 00,1              |
| Uwe Wenkel          | Fr. Wähler            | 06,1             | 02,3              |
|                     | KPD                   | -                | 00,1              |
| Alexander Lindemann | NPD                   | 04,5             | 03,5              |
|                     | DIE PARTEI            | -                | 00,3              |
|                     | Piraten               | -                | 00,8              |

Es waren 37.189 Personen wahlberechtigt. Die Wahlbeteiligung lag bei 50,9 %.  Als Direktkandidat wurde Egon Primas (CDU) gewählt. Er erreichte 33,0 % aller gültigen Stimmen.

## Landtagswahl 2009
Die Landtagswahl 2009 fand am 30. August 2009 statt und hatte folgendes Ergebnis für den Wahlkreis Nordhausen I:
| Direktkandidat            | Partei                | Erststimmen in % | Zweitstimmen in % |
| ------------------------- | --------------------- | ---------------- | ----------------- |
| Egon Primas               | CDU                   | 29,0             | 30,5              |
| Birgit Pommer             | DIE LINKE             | 27,7             | 28,5              |
| Dagmar Becker             | SPD                   | 22,9             | 21,2              |
| Heinrich Christian Lorenz | Bündnis 90/Die Grünen | 04,9             | 04,8              |
|                           | REP                   | -                | 00,3              |
| Franka Hitzing            | F.D.P.                | 11,4             | 08,7              |
|                           | Fr. Wähler            | -                | 01,7              |
| Mark Richter              | NPD                   | 04,1             | 04,0              |
|                           | ödp                   | 03,9             | 00,2              |

Es waren 40.711 Personen wahlberechtigt. Die Wahlbeteiligung lag bei 56,1 %.  Als Direktkandidat wurde Egon Primas (CDU) gewählt. Er erreichte 29,0 % aller gültigen Stimmen.

## Landtagswahl 2004
Die Landtagswahl 2004 fand am 13. September 2004 statt und hatte folgendes Ergebnis für den Wahlkreis Nordhausen I:
| Direktkandidat | Partei     | Erststimmen in % | Zweitstimmen in % |
| -------------- | ---------- | ---------------- | ----------------- |
| Egon Primas    | CDU        | 41,7             | 42,7              |
| Birgit Pommer  | PDS        | 30,0             | 29,0              |
| Dagmar Becker  | SPD        | 18,8             | 15,8              |
| Horst Kox      | GRÜNE      | 03,5             | 03,1              |
|                | BSU        | -                | 00,1              |
|                | Graue      | -                | 00,5              |
|                | REP        | -                | 01,4              |
| Franka Hitzing | F.D.P.     | 06,0             | 04,0              |
|                | Fr. Wähler | -                | 00,8              |
|                | KPD        | -                | 00,2              |
|                | NPD        | -                | 01,6              |
|                | ödp        | 04,1             | 00,2              |
|                | ODAD       | -                | 00,3              |
|                | VIBT       | -                | 00,2              |

Es waren 42.451 Personen wahlberechtigt. Die Wahlbeteiligung lag bei 50,7 %.  Als Direktkandidat wurde Egon Primas (CDU) gewählt. Er erreichte 41,7 % aller gültigen Stimmen.

## Landtagswahl 1999
Die Landtagswahl 1999 fand am 12. September 1999 statt und hatte folgendes Ergebnis für den Wahlkreis Nordhausen I:
| Direktkandidat      | Partei     | Erststimmen in % | Zweitstimmen in % |
| ------------------- | ---------- | ---------------- | ----------------- |
| Egon Primas         | CDU        | 47,5             | 49,6              |
| Dagmar Becker       | SPD        | 26,7             | 23,6              |
| Ursula Fischer      | PDS        | 22,3             | 20,3              |
|                     | GRÜNE      | -                | 01,2              |
|                     | DSU        | -                | 00,1              |
|                     | DVU        | -                | 02,7              |
| Andreas Links       | REP        | 02,0             | 00,6              |
|                     | Die Frauen | -                | 00,4              |
| Claus-Peter Roßberg | F.D.P.     | 01,5             | 00,9              |
|                     | NPD        | -                | 00,1              |
|                     | Forum      | -                | 00,2              |
|                     | PBC        | -                | 00,1              |
|                     | VIBT       | -                | 00,2              |

 ⋅
Es waren 42.732 Personen wahlberechtigt. Die Wahlbeteiligung lag bei 60,2 %.  Als Direktkandidat wurde Egon Primas (CDU) gewählt. Er erreichte 47,5 % aller gültigen Stimmen.

## Landtagswahl 1994
Die Landtagswahl 1994 fand am 16. Oktober 1994 statt und hatte folgendes Ergebnis für den Wahlkreis Nordhausen I:
| Direktkandidat | Partei | Erststimmen in % | Zweitstimmen in % |
| -------------- | ------ | ---------------- | ----------------- |
| Egon Primas    | CDU    | 43,2             | 43,7              |
|                | SPD    | 31,9             | 32,5              |
|                | PDS    | 17,7             | 15,6              |
|                | F.D.P. | 03,5             | 02,6              |
|                | GRÜNE  | 03,7             | 02,8              |
|                | Forum  | -                | 00,9              |
|                | DSU    | -                | 00,1              |
|                | REP    | -                | 01,1              |
|                | Graue  | -                | 00,3              |
|                | ÖDP    | -                | 00,1              |
|                | STATT  | -                | 00,3              |

 ⋅
Es waren 41.074 Personen wahlberechtigt. Die Wahlbeteiligung lag bei 75,5 %.  Als Direktkandidat wurde Egon Primas (CDU) gewählt. Er erreichte 43,2 % aller gültigen Stimmen.

## Bisherige Abgeordnete
Direkt gewählte Abgeordnete des Wahlkreises Nordhausen I waren:
| Jahr | Name          | Partei    | Anteil der Erststimmen |
| ---- | ------------- | --------- | ---------------------- |
| 2019 | Birgit Pommer | DIE LINKE | 32,3 %                 |
| 2014 | Egon Primas   | CDU       | 33,0 %                 |
| 2009 | Egon Primas   | CDU       | 29,0 %                 |
| 2004 | Egon Primas   | CDU       | 41,7 %                 |
| 1999 | Egon Primas   | CDU       | 47,5 %                 |
| 1994 | Egon Primas   | CDU       | 43,2 %                 |